# Андрес Гомес
Андрес Гомес Сантос (на испански: Andrés Gómez Santos) е еквадорски тенисист.

## Биография
Андрес Гомес Сантос е роден на 27 февруари 1960 г. в Гуаякил, Еквадор.
Неговият син Емилио Гомес е професионален тенисист. Неговият племенник Николас Лапенти също е професионален тенисист, който достига до номер 6 в световната ранглиста, а друг негов племенник Роберто Кироз, в момента започва кариера в професионалния тенис.

## Кариера
Андрес Гомес става професионалист през 1979 г. Ранният успех в кариерата му идва главно в състезанията на двойки. Той печели пет титли на двойки през 1980 г. и седем през 1981 г.
През 1986 г. Гомес достига до номер 1 в световната ранглиста на двойки. Той печели седем турнира на двойки през тази година, включително титлата на двойки за мъже на Откритото първенство на САЩ с партньор Слободан Живойинович. Печели втора титла на двойки от Големия шлем за мъже през 1988 г. на Откритото първенство на Франция с партньор Емилио Санчес.
Първата му титла на най-високо ниво на сингъл идва през 1981 г. в Бордо. След това печели Откритото първенство на Италия през 1982 г., като побеждава Елиът Телчър на финала в три сета, и отново през 1984 г., когато побеждава Арън Крикщайн в четири сета.
През 1990 г. Гомес достига своя първи и единствен финал на сингъл от Големия шлем на Откритото първенство на Франция. Той побеждава Фернандо Луна, Марчело Филипини, Александър Волков, Магнус Густафсон, Тиери Шампион и Томас Мустер, за да стигне до финала. Там той се изправя срещу 20-годишния Андре Агаси, който също играе първия си финал на сингъл от Големия шлем. Изгряващата американска звезда е считана за фаворит, но Гомес се възползва от момента и печели титлата в четири сетова победа. Гомес достига най-високо класиране на сингъл в световната ранглиста, до номер 4 по-късно същата година.
През цялата си кариера Гомес печели 21 титли на сингъл и 33 на двойки. Последната му титла на сингъл е спечелена през 1991 г. в Бразилия. Последната му титла на двойки идва през 1992 г. в Барселона.

## Кариерна статистика

### ATP финали (21 титли; 35 финала)
|        | П–З | Година | Турнир         | Клас     | Настилка | Опонент  | Резултат |
| ------ | --- | ------ | -------------- | -------- | -------- | -------- | -------- |
| Загуба | 0–1 | 1980   | Сарасота Оупън | Гран При | Клей     | Еди Дибс | 1–6, 1–6 |